# Fréwaka
Fréwaka is een Ierse horrorfilm uit 2024. De film ging op 9 augustus 2024 in premiere op het Internationaal filmfestival van Locarno. De film ontving lovende recensies. De film heeft een score van 95%, op basis van 20 recensies, op Rotten Tomatoes. Recesent Guy Lodge van Variety noemde het "een huiveringwekkende Ierse horrorfilm die op bevredigende wijze folkloristische tradities met genreconventies mengt". In 2025 won de film de publieksprijs op het Haapsalu Horror & Fantasy Film Festival.

## Verhaallijn
Een verzorgster gaat werken voor agorafobische oude vrouw in een afgelegen dorp.